# 13412 Guerrieri
13412 Guerrieri è un asteroide della fascia principale. Scoperto nel 1999, presenta un'orbita caratterizzata da un semiasse maggiore pari a 2,8768802 UA e da un'eccentricità di 0,0614445, inclinata di 2,15169° rispetto all'eclittica.